# ドラゴンズクラウン賞
ドラゴンズクラウン賞（ドラゴンズクラウンしょう）とは、中日ドラゴンズの現役選手のうちその年で最も活躍した選手を選出し表彰する賞である。ドラゴンズの親会社・中日新聞社から発行されている『中日スポーツ』が主催し、愛知トヨタ自動車（愛知トヨタ）が協賛する。略称は「クラウン賞」。愛知トヨタが創立40周年を記念して1982年に制定し、同年は田尾安志が最優秀選手受賞者を受賞した。当初は愛知トヨタ40周年記念企画という名目だったが、翌1983年（第2回）以降も2024年（第43回）まで毎年ファン投票による選考・表彰が行われている。

## 概要
毎年ファン投票で候補選手が選ばれ、ファン投票上位数人の中から選考委員会がシーズン成績を分析し、1名の最優秀選手と数名の優秀選手を選出する。中日のチームMVPに相当する賞としては、『中日スポーツ』が制定し、同紙評論家や選考担当記者らによる選考委員会が選定する「昇竜賞」が存在するが、この「クラウン賞」の最優秀賞も同年の中日のチームMVPと位置づけられている。ただしファン投票の結果はあくまで参考であり、最多得票者が必ずしも最優秀選手賞に選ばれるとは限らない。最優秀選手賞に次ぐ選手に贈呈される賞の名称は1982年（初代）から1997年（第16回）まで「敢闘賞」だったが、1998年（第17回）以降は「優秀選手賞」になっている。また、それ以外に特別賞が設定される年もある。
最優秀選手には協賛する愛知トヨタより賞品として、賞名にも冠された高級乗用車のトヨタ・クラウンでも上位車種となるトヨタ・クラウンマジェスタなどが、優秀選手と特別賞には金一封が贈られる。またクラウン賞および、毎月の『中日スポーツ』月間賞への投票者にも抽選で賞品（1988年、1996年時点ではトヨタ・カリーナなど）が贈呈される。
表彰式は中日の本拠地（1996年まではナゴヤ球場、1997年以降はナゴヤドーム）で開催されるシーズン最終戦の試合後に開催される。
ドラゴンズ広報の足木敏郎は、自身が1982年当時現役だった星野仙一や、当時の愛知トヨタの社長・山口直樹（初代社長である山口昇の娘婿）、同社専務の古田公徳とともに麻雀をした際、星野が山口に提案したことをきっかけに制定された賞であると述べている。また山口は熱心なドラゴンズファンであり、会社の装置る40周年を記念し、ドラゴンズを応援する意図でこの賞を創設したと報じられている。クラウン賞が制定される以前にも、『中日スポーツ』がドラゴンズ選手の活躍を称える「月間賞」「昇竜賞」を制定しており、またセントラル・リーグ連盟からも「月間シルバー賞」が贈呈されていたが、民間企業からの豪華賞品贈呈を伴う賞が制定されたのは初めてだった。1980年代から1990年代にかけては、当代の最優秀選手賞受賞者を「ミスタードラゴンズ」と呼称することがあった。
なお、1954年から2006年までに開催されたプロ野球日本シリーズではマツダが球団スポンサーの広島東洋カープ以外の球団が日本一になった場合、シリーズ最優秀選手 (MVP) 賞としてクラウン賞と同様トヨタ自動車からトヨタ車が贈呈されていたが、中日が初の日本一に輝いた1954年の初代受賞者・杉下茂に贈呈されたのはクラウンシリーズの前身のトョペット・スーパーであり、それ以来中日は同賞が廃止された初の年である2007年の日本シリーズで53年ぶりの日本一を達成するまで日本一を達成したことがなかったため、日本シリーズにおいて中日の選手にクラウンシリーズが贈呈されたことは一度もない。

## 歴代受賞者
| 回数   | 年     | 最優秀選手賞           | 優秀選手賞 （1997年までは「敢闘賞」）              | 特別賞             | 出典                       |
| ------ | ------ | ---------------------- | -------------------------------------------------- | ------------------ | -------------------------- |
| 第1回  | 1982年 | 田尾安志               | 平野謙、中尾孝義、都裕次郎                         |                    | [ 15 ] [ 6 ]               |
| 第2回  | 1983年 | 大島康徳               | 谷沢健一、田尾安志、宇野勝                         |                    | [ 26 ] [ 6 ]               |
| 第3回  | 1984年 | 谷沢健一               | 牛島和彦、宇野勝、ケン・モッカ、鈴木孝政           |                    | [ 24 ] [ 6 ]               |
| 第4回  | 1985年 | 小松辰雄               | 宇野勝、川又米利、郭源治                           | ケン・モッカ       | [ 6 ]                      |
| 第5回  | 1986年 | 平野謙                 | 杉本正、鈴木孝政、上川誠二                         |                    | [ 27 ] [ 28 ]              |
| 第6回  | 1987年 | 小松辰雄               | 落合博満、郭源治、仁村徹                           | 近藤真市           | [ 14 ] [ 29 ]              |
| 第7回  | 1988年 | 郭源治                 | 落合博満、仁村徹、小野和幸                         | 立浪和義、中村武志 | [ 30 ] [ 31 ]              |
| 第8回  | 1989年 | 西本聖                 | 落合博満、彦野利勝、鹿島忠                         | 鈴木孝政           | [ 32 ] [ 18 ] [ 33 ]       |
| 第9回  | 1990年 | 与田剛                 | 立浪和義、バンスロー、今中慎二                     | 落合博満           | [ 34 ]                     |
| 第10回 | 1991年 | 落合博満               | 郭源治、立浪和義、森田幸一                         | 川又米利           | [ 19 ] [ 35 ]              |
| 第11回 | 1992年 | 該当者なし             | 立浪和義、山本昌広、山田喜久夫                     |                    | [ 11 ] [ 36 ]              |
| 第12回 | 1993年 | 山本昌広               | 今中慎二、仁村徹、アロンゾ・パウエル               |                    | [ 37 ]                     |
| 第13回 | 1994年 | 大豊泰昭               | 山本昌広、今中慎二、アロンゾ・パウエル             | 郭源治             | [ 38 ]                     |
| 第14回 | 1995年 | アロンゾ・パウエル     | 立浪和義、古池拓一                                 |                    | [ 39 ]                     |
| 第15回 | 1996年 | 山崎武司               | 大豊泰昭、アロンゾ・パウエル、ダーネル・コールズ   | 野口茂樹、門倉健   | [ 22 ] [ 12 ]              |
| 第16回 | 1997年 | 宣銅烈                 | 山本昌、レオ・ゴメス                               | 川又米利           | [ 16 ]                     |
| 第17回 | 1998年 | 野口茂樹               | 川上憲伸、落合英二、正津英志                       | 李鍾範             | [ 17 ] [ 4 ] [ 40 ] [ 41 ] |
| 第18回 | 1999年 | 関川浩一               | 野口茂樹、岩瀬仁紀、レオ・ゴメス                   | 福留孝介           | [ 42 ] [ 43 ]              |
| 第19回 | 2000年 | メルビン・バンチ       | 山本昌、種田仁、立浪和義                           | エディ・ギャラード | [ 44 ]                     |
| 第20回 | 2001年 | 野口茂樹               | 立浪和義、井端弘和、荒木雅博                       |                    | [ 45 ]                     |
| 第21回 | 2002年 | 福留孝介               | 立浪和義、川上憲伸、朝倉健太                       | 谷繁元信           | [ 46 ]                     |
| 第22回 | 2003年 | 立浪和義               | 福留孝介、山本昌、落合英二                         |                    | [ 47 ]                     |
| 第23回 | 2004年 | 川上憲伸               | 岡本真也、井端弘和、荒木雅博、アレックス・オチョア | 川相昌弘           | [ 48 ]                     |
| 第24回 | 2005年 | 井端弘和               | 岩瀬仁紀、福留孝介、荒木雅博                       | 中田賢一           | [ 49 ]                     |
| 第25回 | 2006年 | 岩瀬仁紀               | 福留孝介、タイロン・ウッズ、川上憲伸               | 山本昌、井上一樹   | [ 50 ]                     |
| 第26回 | 2007年 | 森野将彦               | タイロン・ウッズ、朝倉健太、中田賢一               | 岩瀬仁紀、中村紀洋 | [ 51 ]                     |
| 第27回 | 2008年 | 山本昌                 | 和田一浩、森野将彦、吉見一起                       |                    | [ 52 ]                     |
| 第28回 | 2009年 | 吉見一起               | チェン・ウェイン、トニ・ブランコ、井端弘和         | 立浪和義、川井雄太 | [ 53 ]                     |
| 第29回 | 2010年 | 和田一浩               | 岩瀬仁紀、浅尾拓也、髙橋聡文、森野将彦             | 堂上直倫           | [ 54 ]                     |
| 第30回 | 2011年 | 浅尾拓也               | 谷繁元信、吉見一起、荒木雅博                       | 岩瀬仁紀、平田良介 | [ 55 ]                     |
| 第31回 | 2012年 | 大島洋平               | 吉見一起、山井大介、山内壮馬、田島慎二             |                    | [ 56 ]                     |
| 第32回 | 2013年 | 谷繁元信               | 岩瀬仁紀、大野雄大、岡田俊哉                       |                    | [ 57 ]                     |
| 第33回 | 2014年 | 山井大介               | エクトル・ルナ、又吉克樹、福谷浩司                 |                    | [ 58 ]                     |
| 第34回 | 2015年 | 大野雄大               | 若松駿太、平田良介                                 | 和田一浩           | [ 59 ]                     |
| 第35回 | 2016年 | 田島慎二               | 大島洋平、堂上直倫、ダヤン・ビシエド               |                    | [ 60 ]                     |
| 第36回 | 2017年 | 大島洋平               | 又吉克樹、京田陽太、アレックス・ゲレーロ           | 岩瀬仁紀、荒木雅博 | [ 61 ]                     |
| 第37回 | 2018年 | ダヤン・ビシエド       | 平田良介、オネルキ・ガルシア                       | 松坂大輔           | [ 62 ]                     |
| 第38回 | 2019年 | 柳裕也                 | 高橋周平、ジョエリー・ロドリゲス                   | 阿部寿樹           | [ 63 ]                     |
| 第39回 | 2020年 | 大野雄大               | 高橋周平、祖父江大輔、ライデル・マルティネス       |                    | [ 64 ]                     |
| 第40回 | 2021年 | 柳裕也                 | 又吉克樹、木下拓哉、大島洋平                       | ダヤン・ビシエド   | [ 65 ]                     |
| 第41回 | 2022年 | ライデル・マルティネス | ジャリエル・ロドリゲス、岡林勇希                   |                    | [ 66 ]                     |
| 第42回 | 2023年 | 岡林勇希               | 細川成也、ライデル・マルティネス                   | 大島洋平           | [ 1 ]                      |
| 第43回 | 2024年 | 髙橋宏斗               | 細川成也、松山晋也、清水達也                       |                    | [ 2 ] [ 3 ]                |